# Serguéi Firsánov
Serguéi Nikoláievich Firsánov (en ruso Сергей Николаевич Фирсанов, 3 de julio de 1982) es un ciclista ruso.

## Palmarés
| 2006 - 1 etapa del Tour de Bulgaria - 1 etapa del Baltyk-Karkonosze Tour 2007 - Mémorial Oleg Dyachenko 2008 - 1 etapa del Ringerike G. P. - Way to Pekin, más 3 etapas - 1 etapa de la Vuelta a Eslovaquia 2009 - Boucle de l'Artois, más 1 etapa - Ringerike G. P., más 1 etapa 2010 - Cinco Anillos de Moscú, más 1 etapa 2011 - 1 etapa del Gran Premio de Adigueya - Cinco Anillos de Moscú, más 1 etapa | 2012 - 1 etapa del Gran Premio de Adigueya - Vuelta a la Comunidad de Madrid, más 1 etapa 2014 - Tour del Cáucaso, más 1 etapa 2015 - Gran Premio de Sochi Mayor - Gran Premio de Adigueya, más 1 etapa - 1 etapa del Tour de Azerbaiyán 2016 - Settimana Coppi e Bartali, más 1 etapa - Giro de los Apeninos |

## Resultados en Grandes Vueltas y Campeonatos del Mundo
| Carrera              | Carrera              | 2005 | 2006 | 2007 | 2008 | 2009 | 2010 | 2011 | 2012 | 2013 | 2014 | 2015 | 2016 | 2017 | 2018 |
| -------------------- | -------------------- | ---- | ---- | ---- | ---- | ---- | ---- | ---- | ---- | ---- | ---- | ---- | ---- | ---- | ---- |
|                      | Giro de Italia       | —    | —    | —    | —    | —    | —    | —    | —    | —    | —    | —    | 30.º | 96.º | —    |
|                      | Tour de Francia      | —    | —    | —    | —    | —    | —    | —    | —    | —    | —    | —    | —    | —    | —    |
|                      | Vuelta a España      | —    | —    | —    | —    | —    | —    | —    | —    | —    | —    | —    | —    | —    | —    |
| Mundial en Ruta      | Mundial en Ruta      | —    | —    | —    | —    | —    | —    | —    | Ab.  | —    | —    | —    | —    | —    | —    |
| Mundial Contrarreloj | Mundial Contrarreloj | —    | —    | —    | —    | —    | —    | —    | 29.º | —    | —    | —    | —    | —    | —    |

—: no participa

Ab.: abandono